# 프랑크 마그리
프랑크 마리오 마그리(프랑스어: Frank Mario Magri, 1999년 9월 4일 ~ )는 카메룬의 축구 선수이다. 그의 포지션은 공격수로, 현재 프랑스 리그 1의 툴루즈에서 활약하고 있다.

## 구단 경력
15살 때부터 앙제 유소년 팀에서 활약한 마그리는 2019년 리저브 팀 소속으로 성인 무대 경력을 시작했다. 2021년 8월 16일, 그는 첫 프로 계약을 맺었다. 2022년 1월 7일, 그는 리그 2의 바스티아와 계약을 맺고 이적했다. 2022년 1월 29일, 그는 1-1로 비긴 후 승부차기 (5-4) 끝에 이긴 랭스와의 경기에서 바스티아 소속으로 1군과 프로 데뷔전을 치렀고, 팀의 4번째 승부차기 키커로 나서 성공시켰다.
2023년 7월 21일, 그는 리그 1의 툴루즈와 계약을 맺고 이적했다.

## 국가대표팀 경력
마그리는 프랑스에서 프랑스인 아버지와 카메룬인 어머니 사이에서 태어났으며, 두 국적을 모두 가지고 있다. 2023년 10월, 그는 친선 경기를 앞둔 카메룬 축구 국가대표팀에 소집되었다.